# Ансіп Освальд Янович
Освальд (Освальд-Фрідріх) Янович Ансіп (20 жовтня 1901, село Нава Юріївського повіту Ліфляндської губернії, тепер волості Паламузе повіту Йигевамаа, Естонія — 7 грудня 1974, селище Паламузе, тепер повіту Йигевамаа, Естонія) — радянський естонський діяч, голова колгоспу «Уус Тєе» Йигевамаського повіту. Депутат Верховної Ради СРСР 3-го скликання.

## Життєпис
Народився в родині залізничника Яана Ансіпа та Леэни Ансіп (Етс). Закінчив початкову школу. Працював робітником на залізниці. З 1916 по 1920 рік навчався в Тартуському комерційному училищі.
До 1924 року служив в естонській національній армії.
У 1924—1926 роках — учень майстра маслобійного заводу в молочному товаристві Каарепере. У 1926—1940 роках — майстер Аузіського маслобійного заводу Каарепереського молочного товариства.
У 1940—1941 роках — майстер Тирвеського маслобійного заводу Естонської РСР. Після смерті батька перехав на власний хутір.
З 1944 року — селянин волості Куремаа Йигевамаського повіту.
З квітня 1949 року — голова колгоспу «Уус Тєе» волості Куремаа Йигевамаського повіту.
Подальша доля невідома. Помер 7 грудня 1974 року. Похований в селищі Паламузе.